# Eredivisie ijshockey bekercompetitie 2009/10
De Eredivisie ijshockey bekercompetitie 2009/10 was het bekertoernooi, georganiseerd door de Nederlandse IJshockey Bond, waarin de clubs deelnamen die in het seizoen 2009/10 in de Eredivisie ijshockey speelden.
De bekercompetitie ging van start op 25 september en eindigde op 4 november. Hierna speelden de nummers 1 tot en met 4, van 17 tot 22 november, de halve finale in een 'best-of-three'. De finale werd op Woensdag 20 januari 2010 in het IJssportcentrum van Eindhoven gespeeld.
Ruijters Eaters uit Geleen veroverde voor de tweede keer in hun geschiedenis de beker, in 1993 werd (als Meetpoint Eaters Geleen) de eerste bekerzege behaald.

## Competitie
Een gewonnen wedstrijd levert drie punten op. Bij een gelijkspel volgt een verlenging (4-tegen-4) van maximaal vijf minuten, eventueel gevolgd door een shoot-out. Het team dat scoort wint de wedstrijd met één doelpunt verschil. De winnaar krijgt twee punten, de verliezer één punt.

### Uitslagen
| Datum | Thuisteam           | Uitslag | periodestanden | Uitteam             |
| ----- | ------------------- | ------- | -------------- | ------------------- |
| 25/09 | Tilburg Trappers    | 6-1     | 1-0, 3-1, 2-0  | Eaters Geleen       |
| 25/09 | HYS The Hague       | 3-2     | 2-0, 1-2, 0-0  | Nijmegen Devils     |
| 26/09 | Heerenveen Flyers   | 2-3     | 0-1, 1-1, 1-1  | Tilburg Trappers    |
| 26/09 | Groninger Grizzlies | 0-10    | 0-2, 0-2, 0-6  | Eindhoven Kemphanen |
| 27/09 | Amstel Tijgers      | 3-4     | 0-1, 3-0, 0-3  | Groninger Grizzlies |
| 27/09 | Eaters Geleen       | 2-9     | 1-2, 0-6, 1-1  | HYS The Hague       |
| 27/09 | Eindhoven Kemphanen | 5-1     | 1-0, 2-1, 2-0  | Heerenveen Flyers   |
| 29/09 | HYS The Hague       | 4-1     | 1-0, 2-0, 1-1  | Eindhoven Kemphanen |
| 02/10 | Tilburg Trappers    | 0-2     | 0-2, 0-0, 0-0  | Eindhoven Kemphanen |
| 02/10 | Nijmegen Devils     | 4-1     | 0-0, 4-1, 0-0  | Groninger Grizzlies |
| 02/10 | HYS The Hague       | 10-3    | 3-1, 2-0, 5-2  | Heerenveen Flyers   |
| 03/10 | Amstel Tijgers      | 2-6     | 0-1, 0-3, 2-2  | Eaters Geleen       |
| 03/10 | Eindhoven Kemphanen | 2-9     | 1-2, 1-4, 0-3  | HYS The Hague       |
| 03/10 | Groninger Grizzlies | 2-7     | 2-4, 0-1, 0-2  | Tilburg Trappers    |
| 04/10 | Heerenveen Flyers   | 7-2     | 2-0, 2-2, 3-0  | Amstel Tijgers      |
| 04/10 | Eaters Geleen       | 6-5     | 1-0, 2-2, 2-3  | Nijmegen Devils     |
| 07/10 | Heerenveen Flyers   | 10-1    | 2-1, 4-0, 4-0  | Groninger Grizzlies |
| 07/10 | Eindhoven Kemphanen | 6-4     | 1-4, 2-0, 3-0  | Eaters Geleen       |
| 07/10 | Amstel Tijgers      | 2-9     | 1-1, 0-3, 1-5  | HYS The Hague       |
| 09/10 | Groninger Grizzlies | 2-4     | 1-1, 0-2, 1-1  | Eaters Geleen       |
| 09/10 | Tilburg Trappers    | 1-5     | 0-0, 1-3, 0-2  | Nijmegen Devils     |
| 09/10 | Nijmegen Devils     | 6-2     | 3-0, 1-1, 2-1  | Eindhoven Kemphanen |
| 10/10 | Amstel Tijgers      | 3-5     | 1-1, 1-2, 1-2  | Tilburg Trappers    |
| 10/10 | Heerenveen Flyers   | 5-4 nv  | 1-3, 3-1, 0-0  | Nijmegen Devils     |
| 10/10 | HYS The Hague       | 9-1     | 2-1, 4-0, 3-0  | Groninger Grizzlies |
| 11/10 | Eaters Geleen       | 4-2     | 1-1, 1-1, 2-0  | Heerenveen Flyers   |
| 11/10 | Eindhoven Kemphanen | 7-3     | 4-1, 2-2, 1-0  | Amstel Tijgers      |
| 14/10 | Heerenveen Flyers   | 2-7     | 0-3, 1-2, 1-2  | HYS The Hague       |

| Datum | Thuisteam           | Uitslag | periodestanden | Uitteam             |
| ----- | ------------------- | ------- | -------------- | ------------------- |
| 14/10 | Nijmegen Devils     | 10-0    | 3-0, 3-0, 4-0  | Amstel Tijgers      |
| 16/10 | Groninger Grizzlies | 1-9     | 1-2, 0-1, 0-6  | HYS The Hague       |
| 16/10 | Tilburg Trappers    | 10-1    | 6-0, 3-1, 1-0  | Amstel Tijgers      |
| 16/10 | Heerenveen Flyers   | 4-3     | 1-0, 1-1, 2-2  | Eaters Geleen       |
| 17/10 | Amstel Tijgers      | 2-6     | 1-3, 1-2, 0-1  | Eindhoven Kemphanen |
| 17/10 | HYS The Hague       | 5-1     | 2-0, 0-0, 3-1  | Tilburg Trappers    |
| 17/10 | Nijmegen Devils     | 7-2     | 2-1, 2-0, 3-1  | Heerenveen Flyers   |
| 18/10 | Eaters Geleen       | 10-2    | 3-1, 2-1, 5-0  | Groninger Grizzlies |
| 18/10 | Eindhoven Kemphanen | 4-8     | 1-1, 2-3, 1-4  | Nijmegen Devils     |
| 23/10 | Tilburg Trappers    | 11-2    | 4-1, 4-1, 3-0  | Groninger Grizzlies |
| 23/10 | Nijmegen Devils     | 2-3     | 1-1, 0-2, 1-0  | Eaters Geleen       |
| 23/10 | Heerenveen Flyers   | 4-0     | 2-0, 1-0, 1-0  | Eindhoven Kemphanen |
| 24/10 | Amstel Tijgers      | 3-2 nv  | 0-0, 0-0, 2-2  | Heerenveen Flyers   |
| 24/10 | Eindhoven Kemphanen | 3-4 nv  | 1-1, 1-2, 1-0  | Tilburg Trappers    |
| 25/10 | Groninger Grizzlies | 3-11    | 0-5, 3-3, 0-3  | Nijmegen Devils     |
| 25/10 | Eaters Geleen       | 3-0     | 1-0, 1-0, 1-0  | Amstel Tijgers      |
| 27/10 | Tilburg Trappers    | 5-2     | 1-0, 1-2, 3-0  | Nijmegen Devils     |
| 29/10 | Groninger Grizzlies | 5-6 nv  | 4-1, 0-3, 1-1  | Heerenveen Flyers   |
| 30/10 | Tilburg Trappers    | 5-2     | 3-1, 1-0, 1-1  | Heerenveen Flyers   |
| 30/10 | Nijmegen Devils     | 1-3     | 1-2, 0-1, 0-0  | HYS The Hague       |
| 31/10 | Amstel Tijgers      | 2-4     | 0-1, 0-1, 2-2  | Nijmegen Devils     |
| 31/10 | Eindhoven Kemphanen | 11-3    | 4-1, 4-0, 3-2  | Groninger Grizzlies |
| 31/10 | HYS The Hague       | 0-5     | 0-3, 0-1, 0-1  | Eaters Geleen       |
| 01/11 | Groninger Grizzlies | 4-3     | 1-0, 2-2, 1-1  | Amstel Tijgers      |
| 01/11 | Eaters Geleen       | 4-2     | 1-1, 1-1, 2-0  | Tilburg Trappers    |
| 03/11 | Eaters Geleen       | 2-0     | 0-0, 1-0, 1-0  | Eindhoven Kemphanen |
| 03/11 | HYS The Hague       | 6-1     | 2-0, 3-0, 1-1  | Amstel Tijgers      |
| 04/11 | Nijmegen Devils     | 9-5     | 4-2, 3-1, 2-2  | Tilburg Trappers    |

### Klassement
| # | Club                       | AW | WP | GW | GV | V  | Pnt | v-t    |
| - | -------------------------- | -- | -- | -- | -- | -- | --- | ------ |
| 1 | HYS The Hague              | 14 | 13 | 0  | 0  | 1  | 39  | 88-25  |
| 2 | Ruijters Eaters Geleen     | 14 | 9  | 1  | 0  | 4  | 29  | 57-42  |
| 3 | Romijnders Devils Nijmegen | 14 | 8  | 0  | 2  | 4  | 26  | 75-44  |
| 4 | Destil Trappers Tilburg    | 14 | 8  | 1  | 0  | 5  | 26  | 65-43  |
| 5 | Eindhoven Kemphanen        | 14 | 7  | 0  | 1  | 6  | 22  | 59-50  |
| 6 | Hajé Flyers Heerenveen     | 14 | 4  | 2  | 1  | 7  | 17  | 52-59  |
| 7 | Groningen Grizzlies        | 14 | 2  | 0  | 1  | 11 | 7   | 31-108 |
| 8 | Amstel Tijgers Amsterdam   | 14 | 0  | 1  | 0  | 13 | 2   | 27-83  |

AW = aantal wedstrijden
WP = winstpartij (3 punten)
GW = gelijk en gewonnen na verlenging (2 punten)
GV = gelijk en verloren na verlenging (1 punt)
V = verlorenpartij (0 punten)
Pnt = totaal punten
v-t = doelpunten voor/tegen

## Halve finale
De halve finale werd middels een 'best-of-three' gespeeld.
| Datum | Thuisteam        | Uitslag | periodestanden | Uitteam          |
| ----- | ---------------- | ------- | -------------- | ---------------- |
| 17/11 | HYS The Hague    | 6-4     | 3-0, 2-3, 1-1  | Tilburg Trappers |
| 20/11 | Tilburg Trappers | 5-2     | 1-0, 1-1, 3-1  | HYS The Hague    |
| 21/11 | HYS The Hague    | 5-3     | 2-3, 2-0, 1-0  | Tilburg Trappers |

| Datum | Thuisteam       | Uitslag | periodestanden | Uitteam         |
| ----- | --------------- | ------- | -------------- | --------------- |
| 18/11 | Eaters Geleen   | 5-2     | 2-0, 1-1, 2-1  | Nijmegen Devils |
| 20/11 | Nijmegen Devils | 8-2     | 2-1, 3-0, 3-1  | Eaters Geleen   |
| 22/11 | Eaters Geleen   | 4-1     | 2-0, 1-1, 1-0  | Nijmegen Devils |

## Finale
| Datum | Plaats    | Winnaar                                    | Uitslag             | periodestanden                | Verliezer     |
| ----- | --------- | ------------------------------------------ | ------------------- | ----------------------------- | ------------- |
| 20/01 | Eindhoven | Eaters Geleen                              | 3-2                 | 1-0, 1-0, 2-1                 | HYS The Hague |
|       |           | Van Slaun (8‘) Gauvreau (21‘) Forgie (60‘) | 1-0 2-0 2-1 2-2 3-2 | (46‘) Bruinsma (50‘) Korthuis |               |